# シャウレイ
シャウレイ（リトアニア語: Šiauliai 言語発音: [ɕɛʊ̯ˈlʲɛɪ̯ˑ] ( 音声ファイル) [ʃaʊˈleɪ]; サモギティア語: Šiaulē）は、リトアニア第4の都市。シャウレイ郡の中心都市。人口は9万9462人（2022年時点）。1994年から2010年までシャウレイ郡の郡庁所在地であった。
この都市の郊外には、ソビエト連邦の圧制により処刑された人々やシベリアへ流刑された者を惜しんで5万以上の十字架が立てられた十字架の丘があり、ソ連軍が撤去する度に立てられ、現在のような状態が出来上がった。

## 愛称
1236年9月22日、現在のシャウレイの近郊に位置する場所で、ジェマイティヤ人（サモギティア人）とリヴォニア帯剣騎士団の戦いが起きた。シャウレイの愛称が「太陽の街」であるのは、この戦いが「太陽の戦い」と呼ばれることにちなむ。

## 姉妹都市
- フメリニツキー、ウクライナ
- チェンストホヴァ、ポーランド
- オマハ、アメリカ合衆国
- バラーナヴィチ、ベラルーシ
- フレゼリシア、デンマーク
- イェルガヴァ、ラトビア
- カリーニングラード、ロシア
- クリシャンスタード、スウェーデン
- パルヌ、エストニア
- エッテン＝ルール、オランダ
- テーテロー（英語版）、ドイツ
- プラウエン、ドイツ